# دراژن موژینیچ
دراژن موژینیچ (کرواتی: Dražen Mužinić؛ زادهٔ ۲۵ ژانویهٔ ۱۹۵۳) بازیکن فوتبال اهل یوگسلاوی بود.
از باشگاه‌هایی که در آن بازی کرده‌است می‌توان به باشگاه فوتبال هایدوک اسپلیت و باشگاه فوتبال نوریچ سیتی اشاره کرد.
وی همچنین در تیم ملی فوتبال یوگسلاوی بازی کرده‌است.